# Ли Юн Ха
Ли Юн Ха (англ. Yoon Ha Lee, род. 26 января 1979 года, Хьюстон, Техас, США) — американский писатель-фантаст с южнокорейскими корнями и математик.

## Биография
В детстве его семья жила попеременно в США и Южной Корее. В Сеуле он обучался в англоязычной школе и после её окончания поступил в Корнеллский университет по специальности «математика», где получил степень бакалавра. Степень магистра получил в Стэнфордском университете. В дальнейшем работал аналитиком на энергетическом рынке, веб-дизайнером и преподавателем математики.
Его первый научно-фантастический рассказ «Сотый вопрос» появился в 1999 году в журнале Fantasy & Science Fiction. К 2018 году опубликовал около 60 рассказов, некоторые из них вошли в сборник и получили различные книжные награды. В 2016 году вышел его первый роман «Гамбит девятихвостого лиса», который был удостоен престижной награды — премии «Локус» «За лучший дебютный роман». Данный роман был также номинантом на премии «Небьюла», «Хьюго» и «Премию Артура Кларка».
Ли является трансгендерным мужчиной. Он идентифицирует себя как квир. Проживает в Луизиане с мужем и дочерью.